# Dimos Agios Nikolaos
Dimos Agios Nikolaos (Agios Nikolaos) är en kommun i Grekland.   Den ligger i prefekturen Nomós Lasithíou och regionen Kreta, i den sydöstra delen av landet, 400 km sydost om huvudstaden Aten. Antalet invånare är 26 069. Arean är 318 kvadratkilometer.
Terrängen i Dimos Agios Nikolaos är kuperad åt nordost, men åt sydväst är den bergig.